# Серхіо Ріко
Серхіо Ріко (ісп. Sergio Rico, нар. 1 вересня 1993, Севілья) — іспанський футболіст, воротар клубу «Парі Сен-Жермен» та збірної Іспанії

## Клубна кар'єра
Народився у Севільї, з 2006 року почаав займатися футболом в академії місцевого однойменного клубу.
У дорослому футболі дебютував 2011 року виступами за команду дублерів андалуського клубу, «Севілья Атлетіко», що змагалася у Сегунді Б. Провів у ній три сезони, взявши участь у 36 матчах чемпіонату.
У вересні 2014 року молодий воротар отримав шанс заграти в головній команді «Севільї», оскільки одночасно травмувалися основний голкіпер португалець Бету і його дублер аргентинець Маріано Барбоса. 14 вересня Ріко дебютував у Ла Лізі, відстоявши «на нуль» у грі проти «Хетафе», а за чотири дні допоміг команді перемогти у протистоянні з «Феєнордом» у Лізі Європи, в якому також не дав суперникам відзначитися голами. Загалом дуже швидко став одним з конкурентів за місце основного воротаря «Севільї», яка у грудні 2014 подовжила контракт з Ріко до 2017 року.
У другій половині сезону 2017/18 програв конкуренцію за місце в основному складі «Севільї» Давіду Сорії. Відтоді продовжив кар'єру в оренді: на сезон 2018/19 в англійському «Фулгемі», а в 2019/20 — у французькому «Парі Сен-Жермен».

## Статистика виступів

### Статистика клубних виступів
Станом на 10 травня 2015
| Сезон             | Команда           | Чемпіонат         | Чемпіонат | Чемпіонат | Національний кубок | Національний кубок | Національний кубок | Континентальні кубки | Континентальні кубки | Континентальні кубки | Інші змагання | Інші змагання | Інші змагання | Усього | Усього |
| Сезон             | Команда           | Ліга              | Ігор      | Голів     | Ліга               | Ігор               | Голів              | Ліга                 | Ігор                 | Голів                | Ліга          | Ігор          | Голів         | Ігор   | Голів  |
| ----------------- | ----------------- | ----------------- | --------- | --------- | ------------------ | ------------------ | ------------------ | -------------------- | -------------------- | -------------------- | ------------- | ------------- | ------------- | ------ | ------ |
| 2014–15           | «Севілья»         | ПД                | 19        | -21       | КІ                 | 5                  | -6                 | ЛЄ                   | 10                   | -7                   | СУ            | -             | -             | 34     | -34    |
| Усього за кар'єру | Усього за кар'єру | Усього за кар'єру | 19        | -21       |                    | 5                  | -6                 |                      | 10                   | -7                   |               |               |               | 34     | -34    |

## Титули і досягнення
- Переможець Ліги Європи (2):

«Севілья»: 2014-15, 2015-16
- Чемпіон Франції (3):

«Парі Сен-Жермен»: 2019-20, 2021-22, 2022-23
- Володар Кубка Франції (2):

«Парі Сен-Жермен»: 2019-20, 2020-21
- Володар Кубка французької ліги (1):

«Парі Сен-Жермен»: 2019-20
- Володар Суперкубка Франції (2):

«Парі Сен-Жермен»: 2020, 2022
- Володар Кубка Еміра Катару (1):

«Аль-Гарафа»: 2025